# Verordnung über Anlagen zum Umgang mit wassergefährdenden Stoffen
Die Verordnung über Anlagen zum Umgang mit wassergefährdenden Stoffen (AwSV) ist eine Rechtsverordnung der deutschen Bundesregierung zum Schutz der Gewässer vor aus ortsfesten Anlagen freigesetzten wassergefährdenden Stoffen. Sie dient damit der Umsetzung unter anderem der Wasserrahmen- (WRRL) sowie der Nitratrichtlinie der Europäischen Union. Dazu regelt sie die Einstufung von Stoffen und ihren Gemischen entsprechend ihrer Gefährlichkeit für Gewässer, technische und organisatorische Anforderungen an Anlagen zum Umgang mit solchen Stoffen und Anforderungen an dabei einzusetzende Sachverständige, Fachprüfer und Fachbetriebe.

## Entwicklung
Ursprünglich bildeten Bundesgesetze zum Wasserrecht, also vor allem das Wasserhaushaltsgesetz (WHG) und auf dieser Basis erlassene Verordnungen den Rahmen, den die Bundesländer mit ihren Bestimmungen ausfüllen konnten. Demzufolge hatten die Länder eigene Gesetze und Rechtsverordnungen erlassen. Infolge der Föderalismusreform regelt der Bund das Wasserrecht seit 2006 abschließend. Die Länder dürfen – außer bei stoff- oder anlagenbezogenen Vorschriften – von den Regelungen des Bundes abweichen (Art. 72 Abs. 3 GG).
Bis zum Inkrafttreten der höherrangigen bundeseinheitlichen Verordnung hatten die Bundesländer eigene Regelungen, die denen der AwSV ähnlich waren und durch diese verdrängt wurden. So die niedersächsische Verordnung über Anlagen zum Umgang mit wassergefährdenden Stoffen und über Fachbetriebe (VAwS) aus dem Jahre 1985, die 1997 grundlegend geändert worden war. Die Zuständigkeit der Verwaltungsbehörden ist weiterhin nach Landesrecht geordnet. Traditionell sind die Wasserwirtschaftsämter oder kommunale Behörden (Landkreise und Städte) für den Vollzug zuständig.
Nach einem langwierigen Abstimmungsprozess erfolgte am 31. März 2017 die Zustimmung des Bundesrates zur aktuellen Verordnung über Anlagen zum Umgang mit wassergefährdenden Stoffen. Sie trat am 1. August 2017 in Kraft; die Regelungen zur Anerkennung von Güte- und Überwachungsgemeinschaften und für Fachprüfer zur Zertifizierung und Überwachung von Fachbetrieben (§§ 57 bis 60 AwSV) gelten bereits seit dem 22. April 2017. Sie führte auch die amtliche Kurzfassung AwSV ein und hob die sehr knapp gehaltene Verordnung mit gleichem Titel vom 31. März 2010 auf, die verbreitet mit den nicht amtlichen Kürzeln WasgefStAnlV oder WassGefAnlV bezeichnet war.

## Anwendungsbereich
Die AwSV gilt nur für Anlagen, die ortsfest (betrieben) sind. Also gilt sie nicht für Kraftfahrzeuge, aber etwa für Anlagen zu ihrer Betankung mit wassergefährdenden festen, flüssigen oder gasförmigen Stoffen oder deren Gemischen.
Ausgenommen von ihren Regelungen sind
- unterirdische Anlagen zur behälterlosen Speicherung von etwas anderem als Wasser und
- oberirdische Anlagen außerhalb von Schutz- oder Überschwemmungsgebieten mit einem Volumen unter 0,22 m³ Flüssigkeit oder einer Masse unter 200 kg Gas oder Feststoff sowie
- der Umgang mit einem ständig unerheblichen Maß an wassergefährdenden Stoffen in Anlagen, in denen das nicht der Hauptzweck ist, und
- der Umgang mit Stoffen, deren Bewertung als nicht wassergefährdend im Bundesanzeiger veröffentlicht wurde[4].

Bloß eingeschränkt gelten die in ihr bestimmten technischen und organisatorischen Anforderungen für Jauche-, Gülle- und Silagesickersaft-Anlagen (JGS-Anlagen).

## Inhalt

### Einstufung von Stoffen und Gemischen – Wassergefährdungsklasse
Stoffe und Gemische werden gemäß § 3 eingeteilt in Wassergefährdungsklassen (WGK):
| WGK 1 | Schwach wassergefährdend  |
| WGK 2 | Deutlich wassergefährdend |
| WGK 3 | Stark wassergefährdend    |

Darüber hinaus benennt die Verordnung Stoffe und Gemische, die als allgemein wassergefährdend eingestuft werden. Dies sind hauptsächlich Flüssigkeiten, die aus landwirtschaftlicher Herkunft stammen (z. B. Dünger, Jauche, Gärsubstrate), bestimmte aufschwimmende flüssige Stoffe und feste Gemische.
Als nicht wassergefährdend werden nur Stoffe und Gemische aufgeführt, die als Lebensmittel oder Futtermittel dienen können mit Ausnahme von Siliergut und Silage.
Das Umweltbundesamt veröffentlicht bestimmte Stoffe, die bereits so eingestuft wurden.
Weitere Stoffe und Gemische müssen vom Betreiber selbst eingestuft werden. Das detaillierte Verfahren ist in Anlage 1 der Verordnung beschrieben.

### Anforderungen an Anlagen (Kapitel 3, §§ 13 bis 51)
Allgemeine Anforderungen stellt die Verordnung an die Rückhaltung wassergefährdender Stoffe, die Entwässerung und die Rückhaltung von Löschwasser.
Anlagen werden abhängig von Masse oder Volumen des Stoffes und der Wassergefährdungsklasse in Gefährdungsstufen eingeteilt:
| Volumen in m³ oder Masse in t | Wassergefährdungsklasse | Wassergefährdungsklasse | Wassergefährdungsklasse |
| Volumen in m³ oder Masse in t | 1                       | 2                       | 3                       |
| ----------------------------- | ----------------------- | ----------------------- | ----------------------- |
| < 0,22 m³ oder 0,2 t          | Stufe A                 | Stufe A                 | Stufe A                 |
| > 0,22 m³ oder 0,2 t ≤ 1      | Stufe A                 | Stufe A                 | Stufe B                 |
| > 1 ≤ 10                      | Stufe A                 | Stufe B                 | Stufe C                 |
| > 10 ≤ 100                    | Stufe A                 | Stufe C                 | Stufe D                 |
| > 100 ≤ 1000                  | Stufe B                 | Stufe D                 | Stufe D                 |
| > 1000                        | Stufe C                 | Stufe D                 | Stufe D                 |

Abhängig von den Gefährdungsstufen und davon, ob sie sich innerhalb oder außerhalb eines Wasserschutzgebiets oder Überschwemmungsgebiets befindet, werden weitere Anforderungen an die Anlagen gestellt, u. a.:
- Anlagendokumentation
- Anzeigepflicht bei der zuständigen Behörde
- Erstellung einer Betriebsanweisung oder eines Merkblatts
- Fachbetriebspflicht
- Überwachungs- und Prüfpflichten

Es gibt spezielle Regelungen beispielsweise für
- Rohrleitungen
- Anlagen zum Umgang mit festen wassergefährdenden Stoffen (z. B. Streusalz)
- Anlagen zum Laden und Löschen von Schiffen
- Fass- und Gebindelager
- Heizölverbraucheranlagen
- Solarkollektoren
- Kälteanlagen

### Fachbetriebe, Fachprüfer und Sachverständige
Heizöltankanlagen der Wassergefährdungsklasse 2 dürfen ab 1000 Liter nur von zertifizierten Fachbetrieben nach AwSV § 62 errichtet, gereinigt, instand gesetzt und stillgelegt werden.
Des Weiteren sind die Anlagen nach Erstellung und vor Inbetriebnahme durch einen außenstehenden Sachverständigen zu begutachten und für den Betrieb frei zugeben. Das Ergebnis des Gutachtens wird im Anschluss der jeweils zuständigen Umweltbehörde automatisch vom Sachverständigen übermittelt. Tankanlagen nach WGK2 innerhalb von Wasserschutzgebieten müssen, je nach Gefährdungsklasse, unter Umständen in 2,5-Jährigem Turnus wiederkehrend auf ihre Unbedenklichkeit AwSV § 46 hin geprüft werden. Die Zyklen können sich je nach örtlichen Bedingungen bis auf 5 Jahre und auf eine Untergrenze von 5000 Liter Volumen ausdehnen.
Außerhalb von Wasserschutzzonen gilt die Prüfpflicht nach AwSV § 46 ab 10.000 Liter nebst einem fünfjährigen Intervall.   
Sachverständige sind zuständig für die Zertifizierung nach § 62 AwSV und Überwachung der Fachbetriebe nach § 45 AwSV. Fachprüfer werden von Güte- und Überwachungsgemeinschaften bestellt, welche durch die zuständige Behörde anerkannt werden müssen.
Für die Eignungsfeststellung und Prüfung von bestimmten Anlagen sind Sachverständige zuständig. Sie werden von Sachverständigenorganisationen bestellt, welche ebenfalls durch die zuständige Behörde anerkannt werden müssen. Die Sachverständigenorganisationen können beantragen, dass sie die Zertifizierung und Überwachung von Fachbetrieben übernehmen dürfen.